# براودهیث، ورسسترشر
براودهیث (به انگلیسی: Broadheath) یک روستا در بریتانیا است که در Lower Broadheath واقع شده‌است. براودهیث ۱٬۷۲۸ نفر جمعیت دارد.